# Cięciwa (powiat miński)
Cięciwa – wieś w Polsce położona w województwie mazowieckim, w powiecie mińskim, w gminie Dębe Wielkie.
W latach 1975–1998 miejscowość administracyjnie należała do województwa siedleckiego. Wieś znana jest z zamieszkującej tam jedynej w Polsce rodziny amiszów.
Spis powszechny w 2011 ustalił populację wsi na 51 osób. Według danych przedstawionych przez władze gminne w 2020 populacja miejscowości wyniosła także 51.
Wierni Kościoła rzymskokatolickiego należą do parafii Świętych Apostołów Piotra i Pawła w Dębem Wielkim.